# Zaporijjea
Zaporojie sau Zaporoje, Zaporijjea (în ucraineană Запоріжжя = Zaporijjea, în rusă Запорожье), până în 1921 numit Aleksandrovsk, este un oraș în sud-estul Ucrainei, la 72 km sud de Dnipro. Este situat pe râul Nipru, chiar sub fostele praguri ale Niprului (de unde și denumirea orașului "Запорожье"  = situat "dincolo de praguri"). Este reședința regiunii Zaporojie din Ucraina. În 1770, fortăreața Aleksandrovsk a fost construită pentru a asigura controlul guvernului rus asupra cazacilor zaporojeni, al căror cartier general se afla pe insula Hortița din apropiere. Așezarea a devenit oraș în 1806, iar odată cu apariția căii ferate în anii 1870 a devenit un nod important feroviar și fluvial. A suferit distrugeri mari în 1917–1920 în timpul Revoluției Ruse, dar orașul s-a dezvoltat și s-a mărit considerabil odată cu construcția în 1927–1932 a Centralei Hidroelectrice de pe Nipru (Hidrocentrala Dneproghes), care era atunci cea mai mare din lume. În al Doilea Război Mondial, barajul hidrocentralei a fost distrus, dar mai târziu a fost reconstruit de prizonieri. Pe baza energiei electrice produse, s-a dezvoltat o mare industrie metalurgică, inclusiv o mare uzină siderurgică și una dintre cele mai mari întreprinderi de laminoare de benzi din Ucraina. Alte activități economice din oraș includ fabricarea de automobile și aparate electronice și o industrie chimică aprovizionată cu produse secundare de cocs metalurgic. Orașul se întinde pe câțiva kilometri de-a lungul Niprului, cu o centură verde care separă sectoarele sale industriale și locuibile. În oraș se află institute de învățământ superior pedagogice, de medicină și politehnice. Este un centru cultural. Populația în 2001 număra 815.256 locuitori (din care ucraineni - 70,28%, ruși - 25,39%, alte naționalități - 4,33%), iar în 2021 populația era de 722.713 locuitori. Orașul este împărțit în 7 raioane: Aleksandrovskii, Zavodskii, Komunarskii, Dneprovskii, Voznesenovskii, Hortițkii, Șevcenkovskii.

## Demografie
Componența lingvistică a orașului Zaporojie
     Rusă (46,83%)
     Ucraineană (53,64%)
     Alte limbi (0,32%)
Conform recensământului din 2001, majoritatea populației orașului Zaporojie era vorbitoare de rusă (56,83%), existând în minoritate și vorbitori de ucraineană (41,64%).

## Istorie
Imperiul Rus 1770–1917

 RSS Ucraineană 1920–1922

 Uniunea Sovietică 1922–1991

 Ucraina 1991–prezent 

## Clima
| Date climatice pentru Zaporojie      | Date climatice pentru Zaporojie | Date climatice pentru Zaporojie | Date climatice pentru Zaporojie | Date climatice pentru Zaporojie | Date climatice pentru Zaporojie | Date climatice pentru Zaporojie | Date climatice pentru Zaporojie | Date climatice pentru Zaporojie | Date climatice pentru Zaporojie | Date climatice pentru Zaporojie | Date climatice pentru Zaporojie | Date climatice pentru Zaporojie | Date climatice pentru Zaporojie |
| Luna                                 | Ian                             | Feb                             | Mar                             | Apr                             | Mai                             | Iun                             | Iul                             | Aug                             | Sep                             | Oct                             | Nov                             | Dec                             | Anual                           |
| ------------------------------------ | ------------------------------- | ------------------------------- | ------------------------------- | ------------------------------- | ------------------------------- | ------------------------------- | ------------------------------- | ------------------------------- | ------------------------------- | ------------------------------- | ------------------------------- | ------------------------------- | ------------------------------- |
| Maxima medie °C (°F)                 | −0.4 (31,3)                     | 0.4 (32,7)                      | 6.4 (43,5)                      | 15.3 (59,5)                     | 21.9 (71,4)                     | 25.7 (78,3)                     | 28.3 (82,9)                     | 27.9 (82,2)                     | 21.8 (71,2)                     | 14.3 (57,7)                     | 5.9 (42,6)                      | 0.8 (33,4)                      | 14,03 (57,25)                   |
| Media zilnică °C (°F)                | −3.1 (26,4)                     | −2.9 (26,8)                     | 2.2 (36)                        | 9.9 (49,8)                      | 16.2 (61,2)                     | 20.1 (68,2)                     | 22.5 (72,5)                     | 21.8 (71,2)                     | 16.1 (61)                       | 9.4 (48,9)                      | 2.5 (36,5)                      | −1.8 (28,8)                     | 9,41 (48,94)                    |
| Minima medie °C (°F)                 | −5.7 (21,7)                     | −5.9 (21,4)                     | −1.5 (29,3)                     | 4.9 (40,8)                      | 10.5 (50,9)                     | 14.6 (58,3)                     | 16.7 (62,1)                     | 15.7 (60,3)                     | 10.9 (51,6)                     | 5.2 (41,4)                      | −0.2 (31,6)                     | −4.3 (24,3)                     | 5,08 (41,14)                    |
| Minima istorică °C (°F)              | −29.3 (−20.7)                   | −26.1 (−15.0)                   | −25 (−13)                       | −8.2 (17,2)                     | −2 (28)                         | 5.0 (41)                        | 8.9 (48)                        | 3.9 (39)                        | −3 (27)                         | −8.9 (16)                       | −18.6 (−1.5)                    | −26.2 (−15.2)                   | −29,3 (−20,7)                   |
| Precipitații mm (inches)             | 42 (1.65)                       | 35 (1.38)                       | 36 (1.42)                       | 36 (1.42)                       | 43 (1.69)                       | 62 (2.44)                       | 46 (1.81)                       | 39 (1.54)                       | 36 (1.42)                       | 35 (1.38)                       | 44 (1.73)                       | 44 (1.73)                       | 498 (19,61)                     |
| Sursă: КЛИМАТ ЗАПОРОЖЬЯ (in Russian) |                                 |                                 |                                 |                                 |                                 |                                 |                                 |                                 |                                 |                                 |                                 |                                 |                                 |

## Personalități născute aici
- Valentin Nalivaicenko (n. 1966), politician;
- Goșa Kuțenko (n. 1967), actor, scenarist;
- Olena Jupina (n. 1973), sportivă la sărituri în apă;
- Tatjana Logvin (n. 1974), handbalistă;
- Inna Cerneak (n. 1976), atletă la săritura în înălțime;
- Hanna Sorokina (n. 1976), sportivă la sărituri în apă;
- Denîs Sîlantiev (n. 1976), înotător;
- Stanislav Boguș (n. 1983), fotbalist;
- Inna Cerneak (n. 1988), judoka;
- Evghenia Levcenko (n. 1994), handbalistă;
- Natalia Striukova (n. 1997), handbalistă;
- Mîhailo Kohan (n. 2001), atlet la aruncarea ciocanului.